# عکاسی هنرهای زیبا

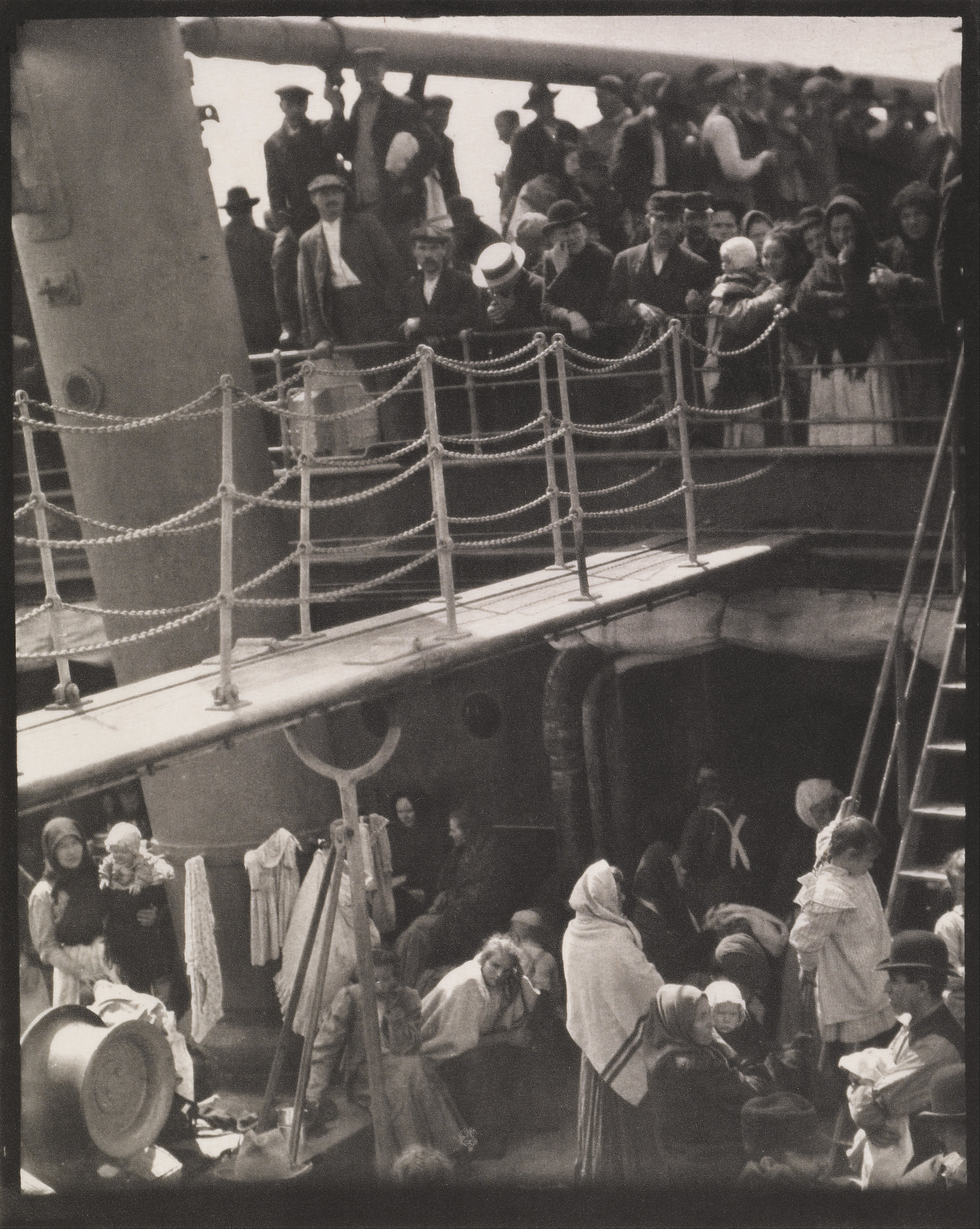
آلفرد اشتیگلیتس عکسفرمان (۱۹۰۷) اثری اولیه از مدرنیسم هنری بود و از نظر بسیاری از مورخان مهم‌ترین عکسی است که تاکنون ساخته شده‌است. استیگلیتز برای معرفی عکاسی با هنرهای زیبا در مجموعه‌های موزه قابل توجه بود.

عکاسی هنری (به انگلیسی: Fine-art photography) نوعی عکاسی است که هدف اصلی آن ابراز دیدگاه‌های خلاق و الهام هنری عکاس می‌باشد. عکاسی هنری از آن جهت از دیگر رده‌های عکاسی متمایز است که برخلاف عکاسی خبری هدف آن ثبت تصاویر مربوط به اخبار نیست و نیازی به پایبندی به اصول اخلاقی خبرنگاری ندارد و نیز برخلاف عکاسی تبلیغاتی برای فعالیت‌های اقتصادی یا فروش محصولات یا خدمات بکار نمی‌رود. شایان ذکر است که تعریف عکاسی هنری تا به امروز موضوع بحث و مناظره‌های بسیاری در جوامع هنری دنیا است.
عکاسی تا اوایل قرن بیستم میلادی در مجامع هنری غربی به عنوان هنر پذیرفته نشده بود. عکاسان پیشکسوتی مانند آلفرد استیگلتز، ادوارد جین استایکن و ادوارد وستون سهم بسزایی در گسترش عکاسی به عنوان یک هنر داشتند.

## تعریف
واژه عکاسی هنرهای زیبا در بین هنرمندان عکاس، معروف به عکاسی خلاقانه و هنری است. عکاسی که اشاره به دید خلاقانه هنرمند عکاس دارد. عکاسی خلاقانه در مقایسه با عکاسی خبری و اجتماعی، یک چیدمان، ترکیب‌بندی، انتخاب یک فضا با دیدی خاص و یک خلق هنرمندانه با ابزار عکاسی است.
یکی از ویژگی‌های بارز عکاسی هنری، تأکید بر بیان احساسات درونی و تجربه‌ی شخصی هنرمند است. برخلاف عکاسی خبری یا تبلیغاتی، در این نوع عکاسی هدف ثبت واقعیت خارجی نیست، بلکه خلق یک جهان بصری برای تأمل یا تحریک احساس بیننده است.

## تاریخچه عکاسی هنری
در دهه‌های پایانی قرن نوزدهم، عکاسی هنری به‌عنوان شکلی مستقل از بیان هنری، به‌تدریج از عکاسی مستند و علمی جدا شد. جنبش "پیکتوریالیسم" (Pictorialism) یکی از نخستین تلاش‌ها برای تعریف عکاسی به‌عنوان هنر بود؛ در این جنبش، عکاسان با استفاده از لنزهای نرم، چاپ‌های دست‌ساز و ترکیب‌بندی‌های نقاشی‌گونه، سعی داشتند آثارشان را به نقاشی‌های امپرسیونیستی نزدیک کنند. این رویکرد بعدها در دهه ۱۹۲۰ با ظهور "عینیت نو" (Neue Sachlichkeit) و "فتومونتاژ" تحت‌تأثیر جنبش‌های مدرن همچون دادائیسم و سوررئالیسم تغییر کرد. در نیمه دوم قرن بیستم، عکاسی هنری بیشتر به سمت بازتاب مسائل اجتماعی، هویت فردی و نقد فرهنگی گرایش یافت.

## عکاسی هنری در ایران
عکاسی هنری در ایران از اوایل دههٔ سی پا می‌گیرد. در دههٔ سی نسل جدیدی از عکاسان با برپایی نمایشگاه‌های گروهی عکاسی پدید می‌آیند: عکاسانی که سعی می‌کردند عکس‌هایشان تنها بر پایهٔ الگوهای مطبوعاتی و عکاسخانه‌ای استوار نباشد. احمد عالی را اولین عکاس ایرانی می‌دانند که پیگیرانه عکاسی هنری را دنبال کرد. 

## عکاسان برجسته
در طول تاریخ عکاسی هنری، هنرمندان بسیاری با نگاه‌های شخصی و نوآورانه خود، این حوزه را گسترش داده‌اند. از جمله چهره‌های شاخص می‌توان به افراد زیر اشاره کرد:
آلفرد استیگلیتس (Alfred Stieglitz): از پیشگامان عکاسی هنری در آمریکا که نقش مهمی در تثبیت جایگاه عکاسی به‌عنوان هنر ایفا کرد. او همچنین از بنیان‌گذاران جنبش پیکتوریالیسم بود.
من ری (Man Ray): از مهم‌ترین چهره‌های مکتب دادائیسم و سوررئالیسم که با تکنیک‌هایی مانند «رایوگراف» مرزهای میان عکاسی و هنر مفهومی را جابه‌جا کرد.
سیندی شرمن (Cindy Sherman): با استفاده از پرتره‌های ساختگی، به بازنمایی نقش‌های اجتماعی، جنسیت و هویت در جامعه مدرن پرداخته‌است.
اندریاس گورسکی (Andreas Gursky): با عکس‌های بزرگ‌مقیاس و دیجیتالی خود، مفاهیمی چون مصرف‌گرایی، نظم، و بی‌نظمی در جهان معاصر را به چالش می‌کشد.

## عکاسان هنری معروف در ایران
در ایران نیز مانند دیگر نقاط جهان، عکاسی هنری بستری برای بیان مفاهیم فرهنگی، اجتماعی، و احساسی فراهم کرده‌است. شماری از عکاسان ایرانی در این زمینه شناخته شده‌اند و آثار آنان در نمایشگاه‌های داخلی و بین‌المللی به نمایش درآمده‌است.
از جمله چهره‌های برجسته می‌توان به موارد زیر اشاره کرد:
بهمن جلالی: از پیشگامان آموزش عکاسی هنری در ایران که با تمرکز بر فرهنگ ایرانی و کاربرد تکنیک‌های تجربی، نقش مهمی در شکل‌گیری نسل نوین عکاسان هنری ایفا کرد.
شیرین نشاط: هنرمند و عکاس ایرانی‌الاصل ساکن نیویورک که با استفاده از ترکیب عکس، ویدیو و نوشتار، به بررسی مضامین هویت زنانه، سیاست و مذهب در جوامع اسلامی می‌پردازد.
شادی قدیریان: از عکاسان برجسته مفهومی معاصر ایران که با مجموعه‌هایی مانند Qajar و Like Every Day به بررسی هویت زنانه، نقش‌های اجتماعی و تقابل سنت و مدرنیته در جامعه ایران پرداخته‌است. آثار او با زبان استعاری، طنز تلخ و ترکیب نمادهای سنتی و مدرن، جایگاه جهانی در هنر مفهومی یافته‌اند. 
مهدیه افشار بکشلو: عکاس مفهومی و هنرهای تجسمی که با خلق تصاویر سیاه‌وسفید، مینیمال و نمادین، احساساتی چون غم، تردید و تنهایی را از طریق ترکیب بدن انسان و اشیای روزمره بازنمایی می‌کند. آثار او تجربه‌ای درونی، شاعرانه و استعاری از وضعیت‌های احساسی و روانی انسان معاصر هستند.

## نگارخانه عکس‌های هنری

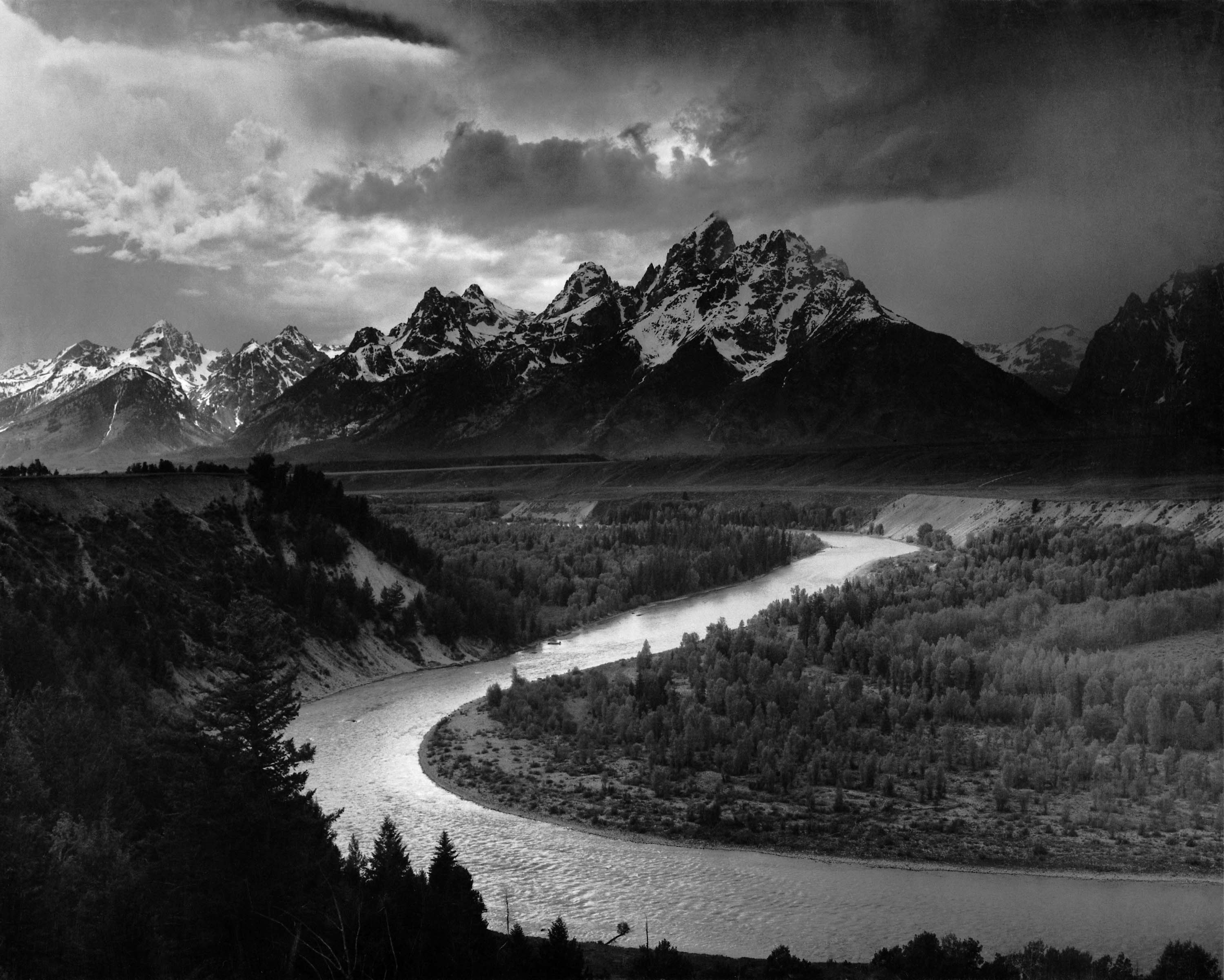
کوه‌ها و رودهای مارپیچ - ۱۹۴۲
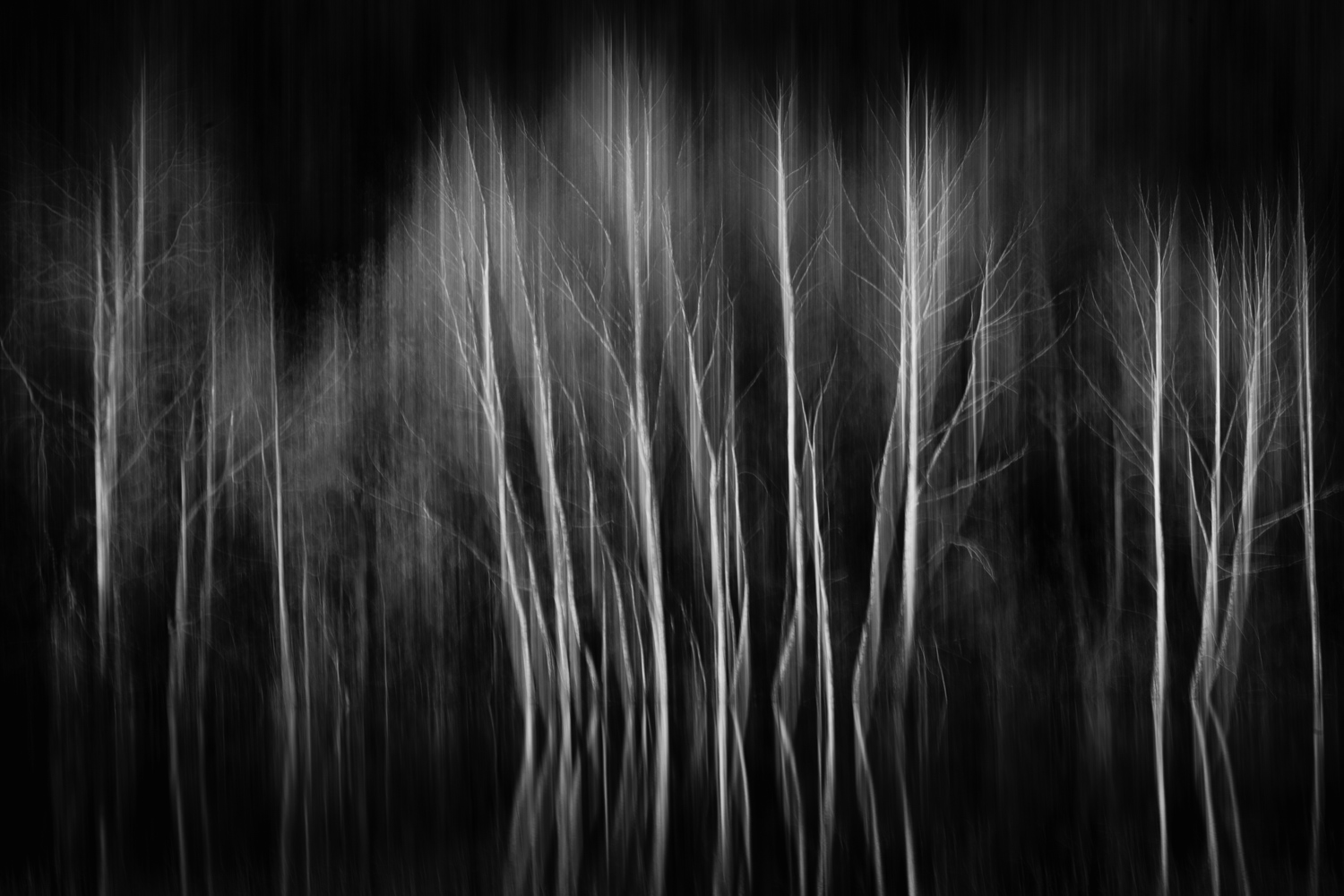
مارتین وورل، توس (۲۰۲۱)
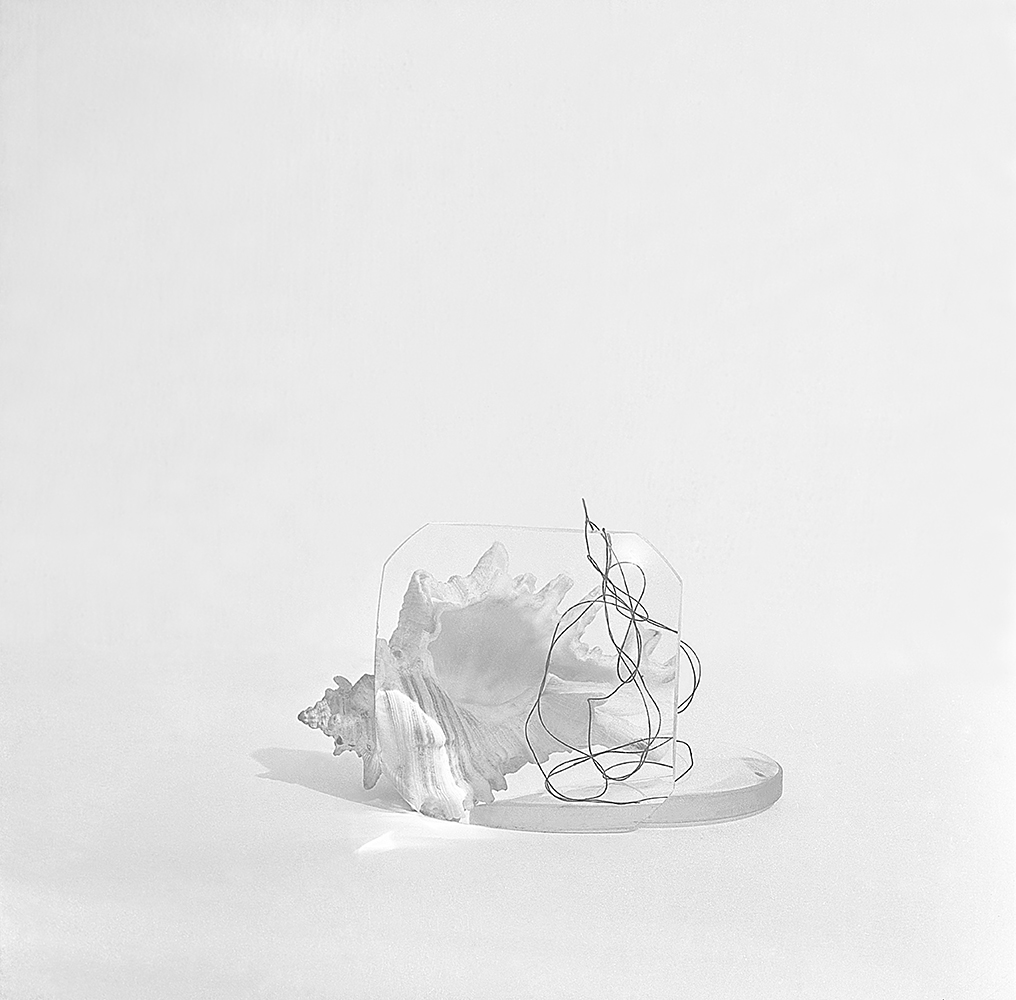
واسیلی ریابچنکو، طبیعت بی‌جان (دهه ۱۹۷۰)
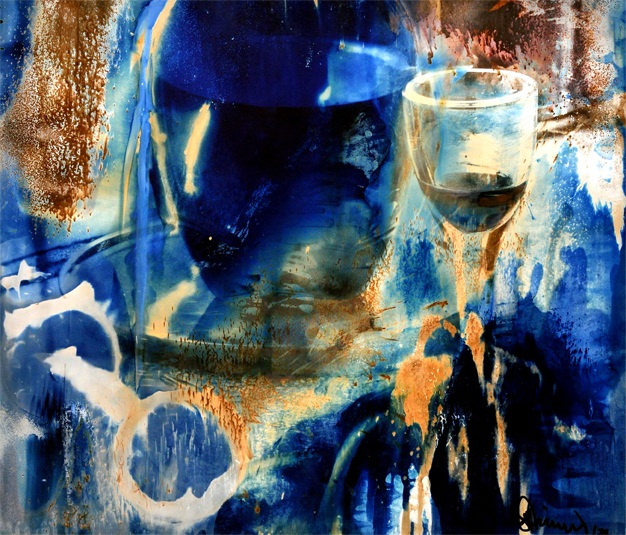
جوزف اچ نویمان: شیمی‌شناسی گوستاو ۱۹۷۶
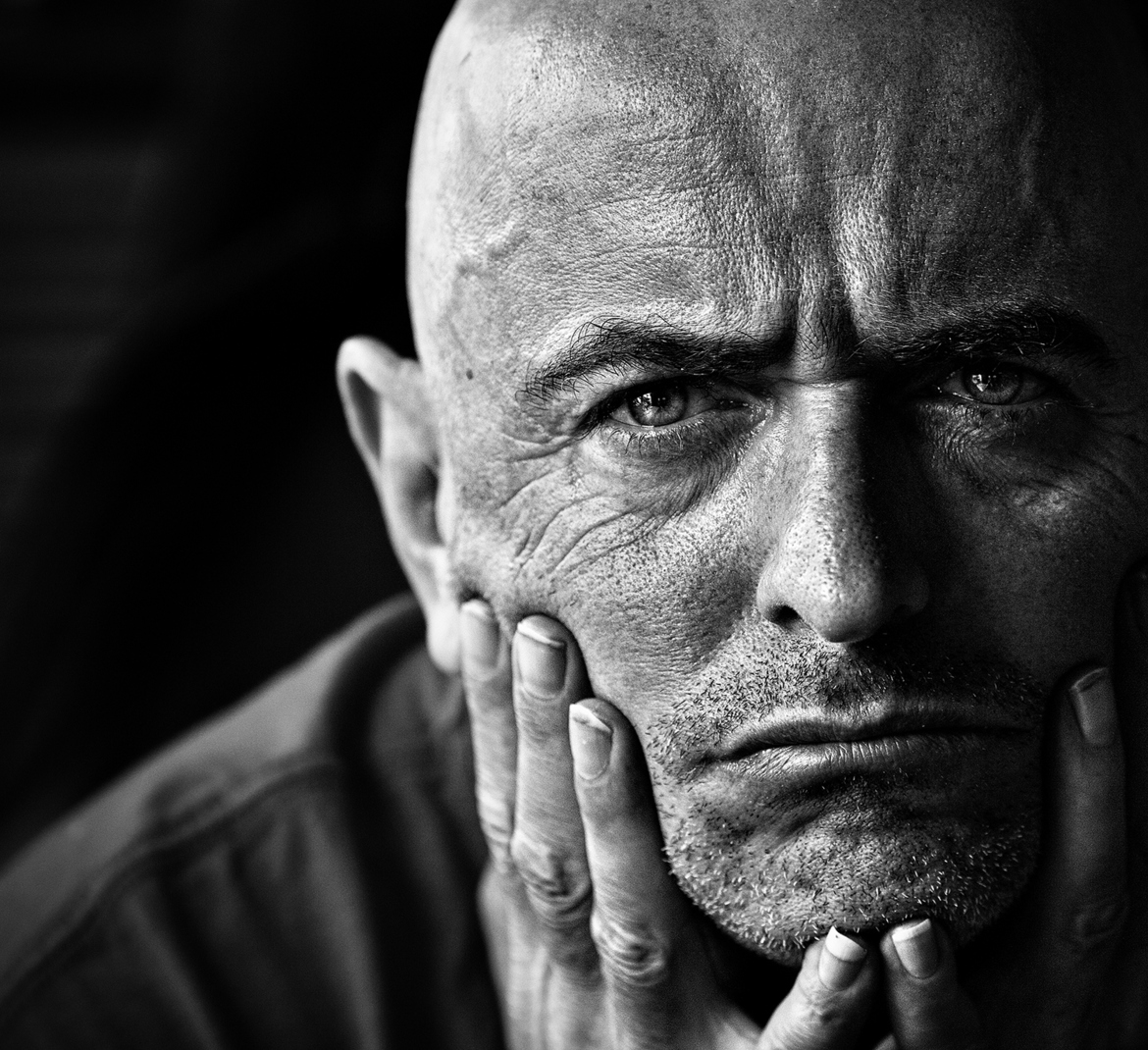
ژانو راف
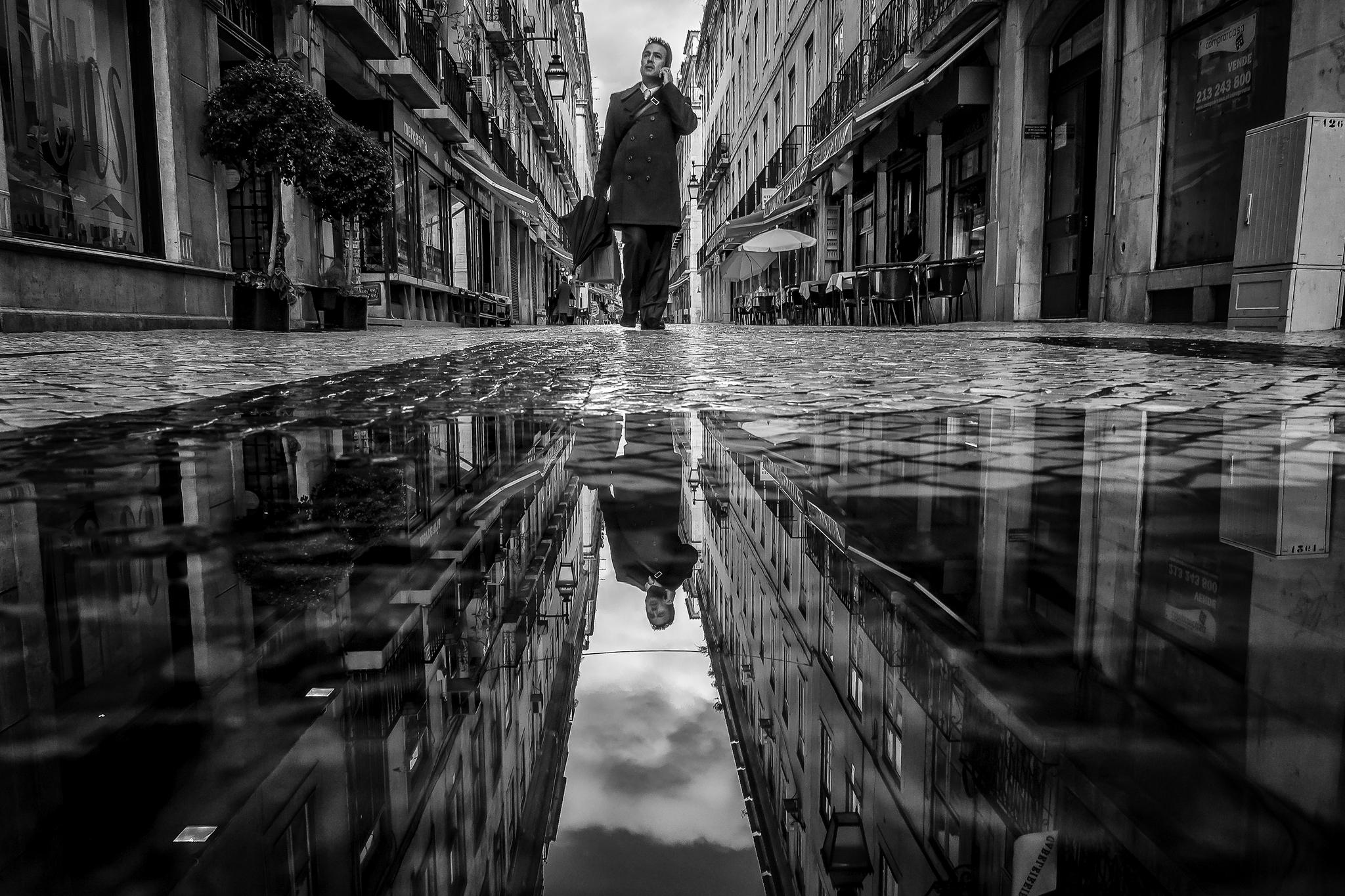
عکاس دانیل آنتونز
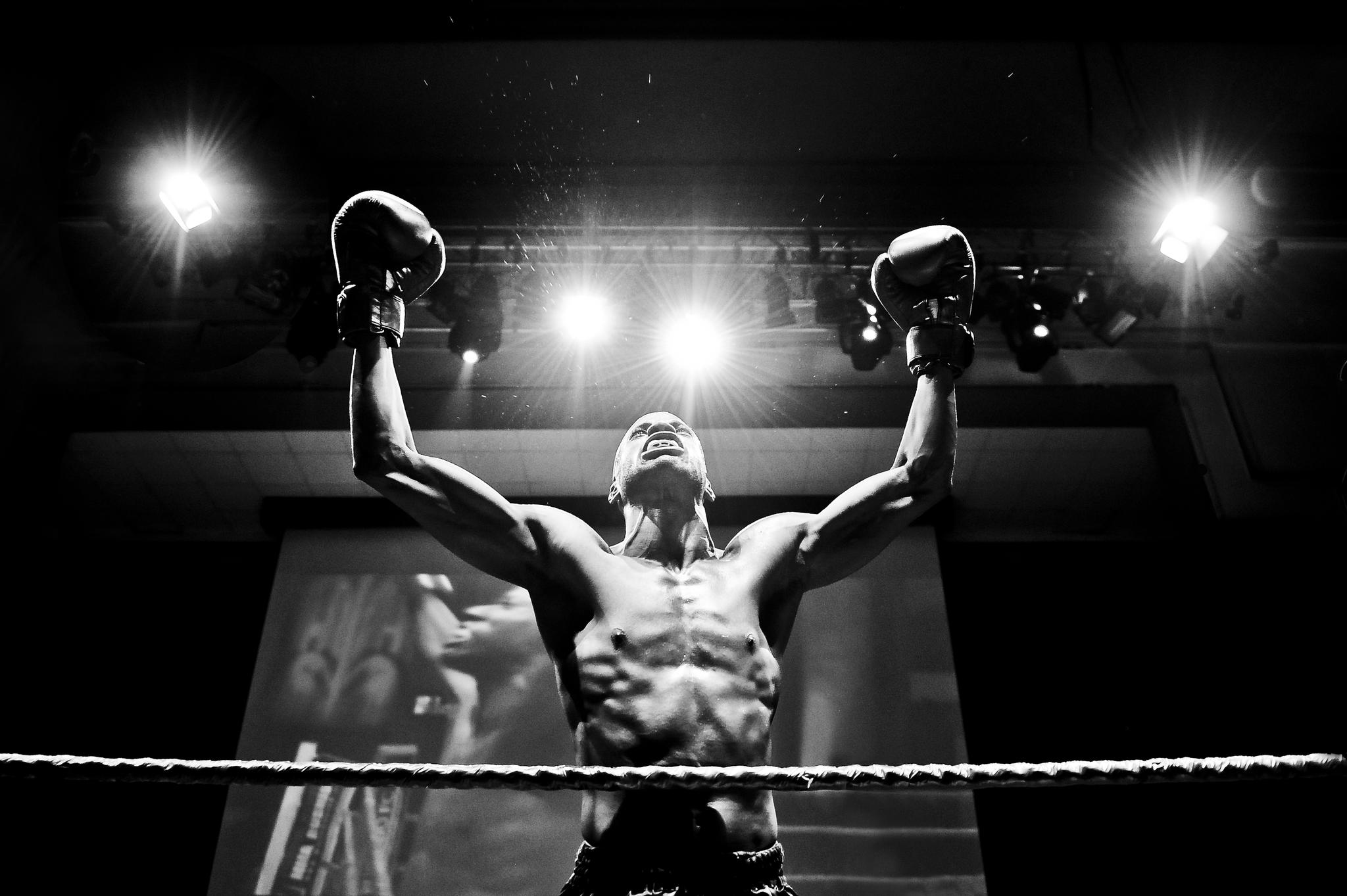
«برنده»، عکاس آندریوس پتروچنیا.
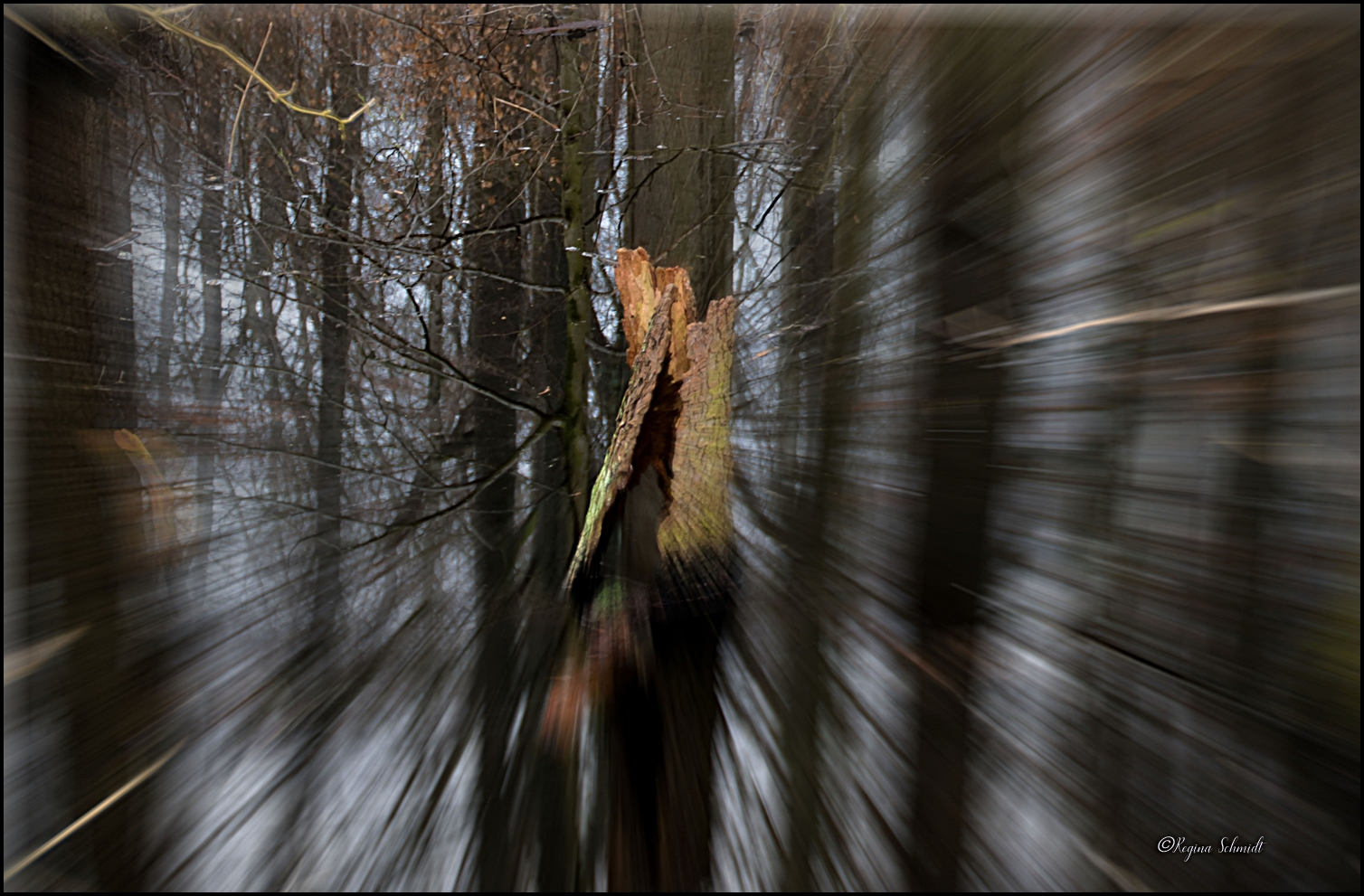
عکاسی امپرسیونیستی
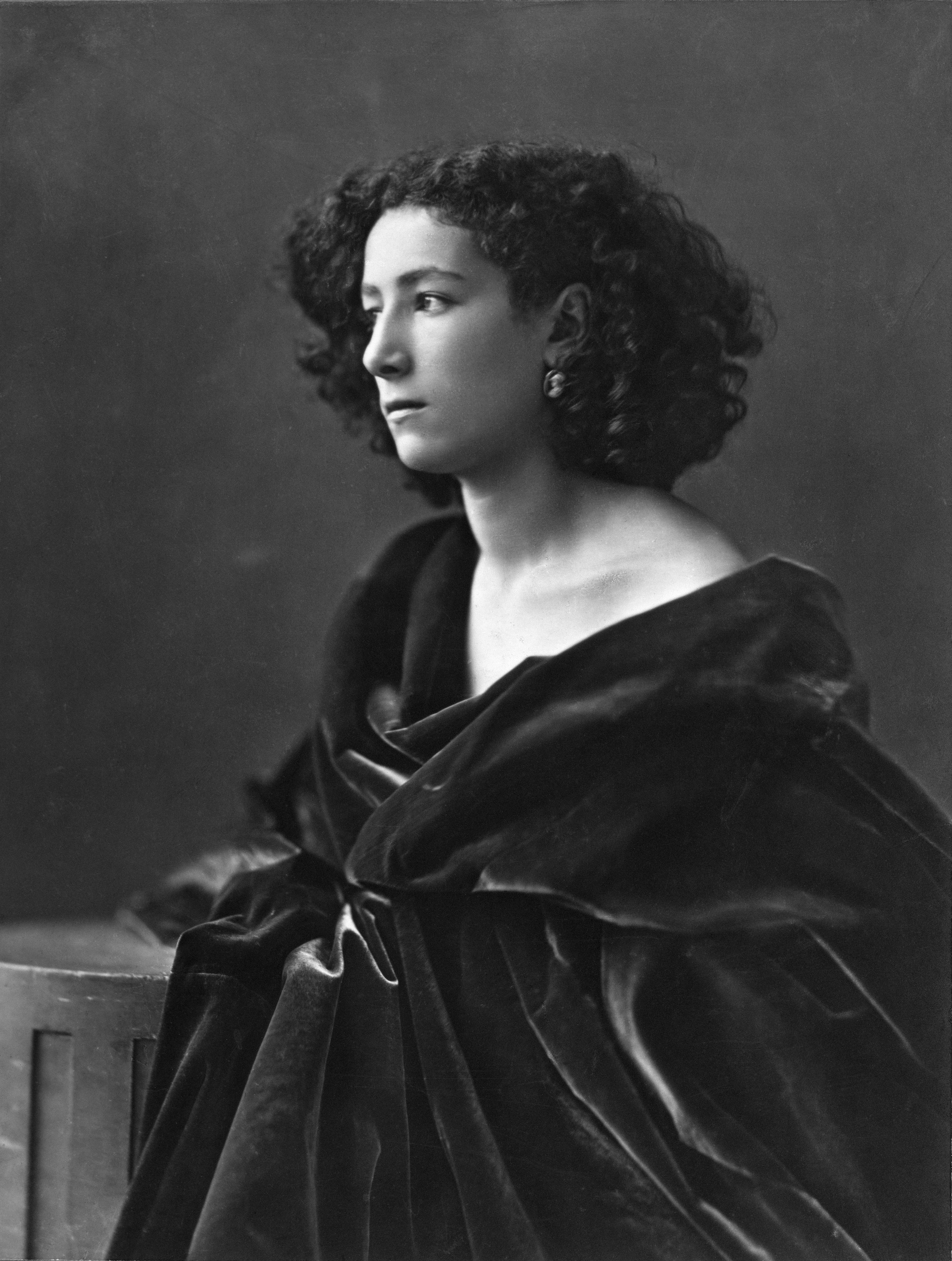
فلیکس نادار، سارا برنهارت، در حدود ۱۸۶۴.
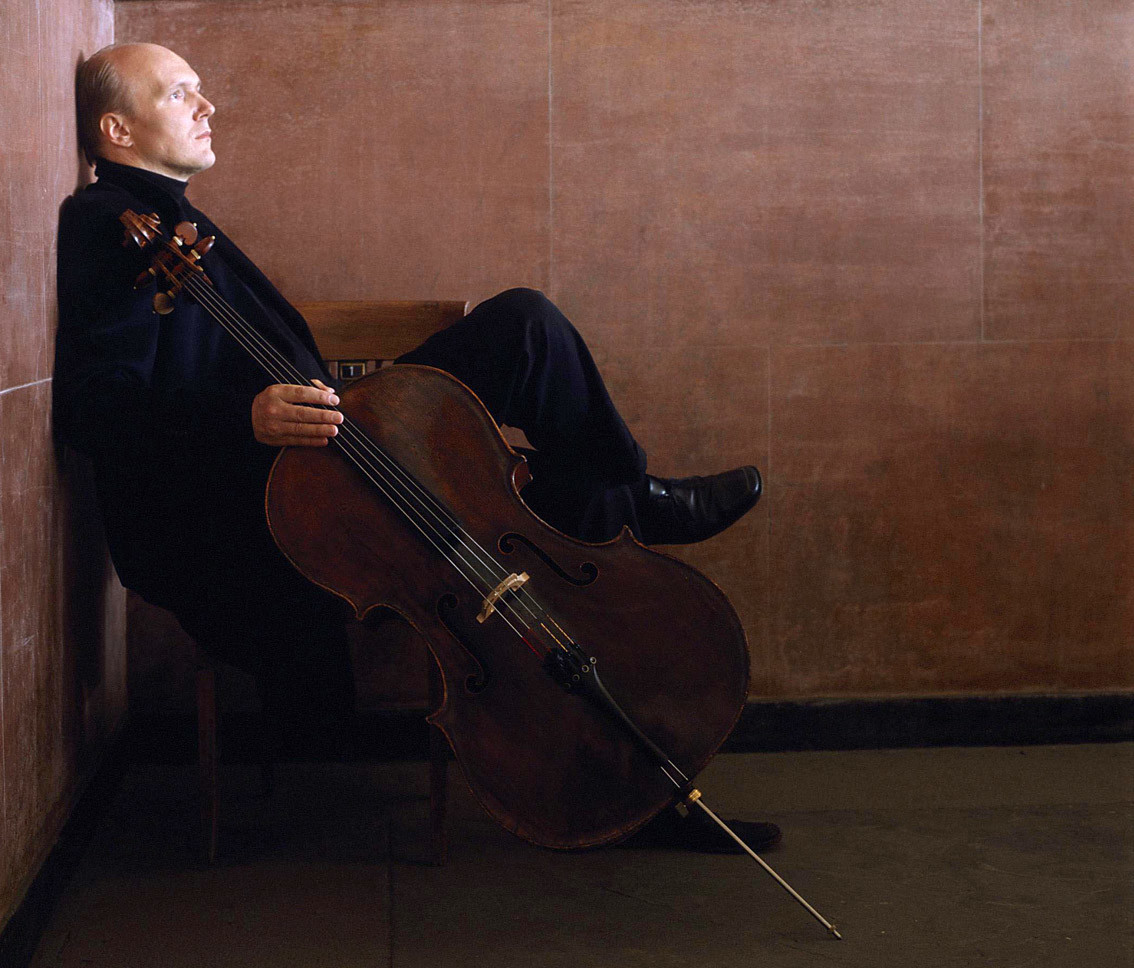
ترولز مورک نوازنده ویولن سل، مورتن کروگوولد (۲۰۱۳)
رئیس‌جمهور فیدل کاسترو، پر آندره هافمن (۱۹۹۷)
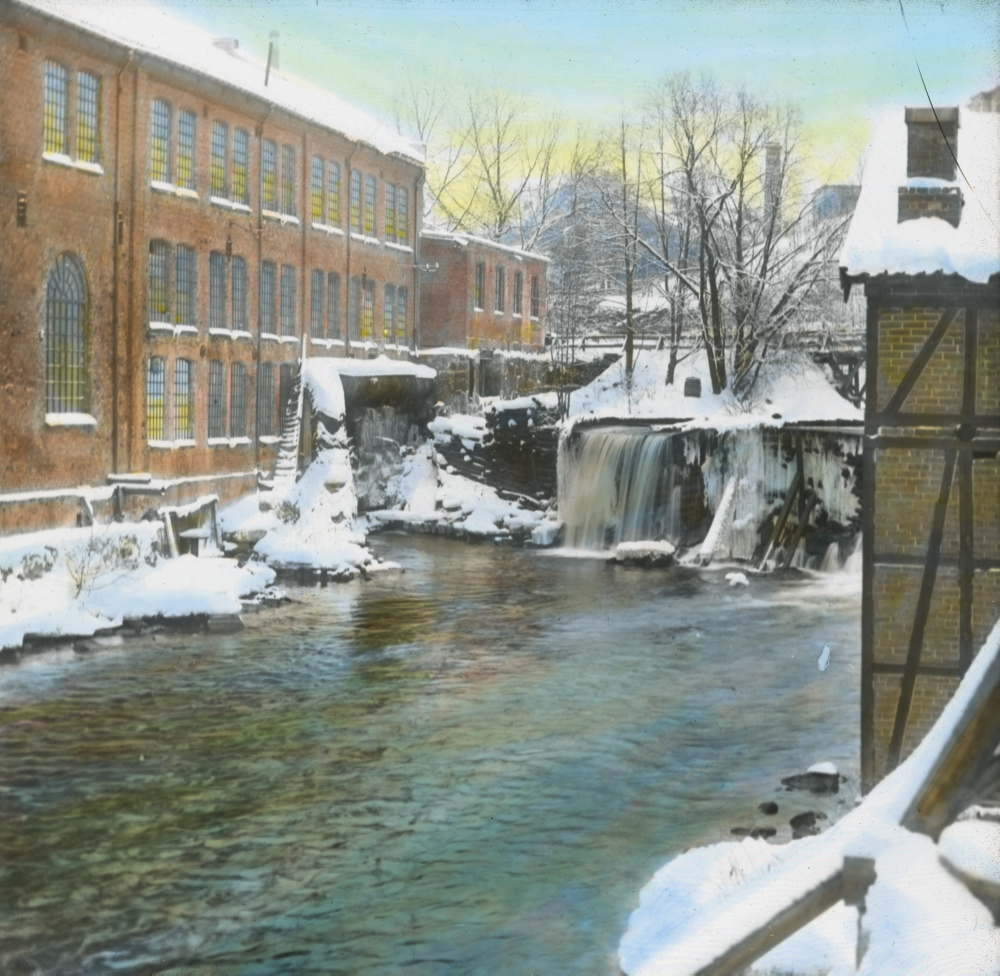
بنتسه بروک اثر آکرسلوا، آندرس بیر ویلز (۱۹۰۰)
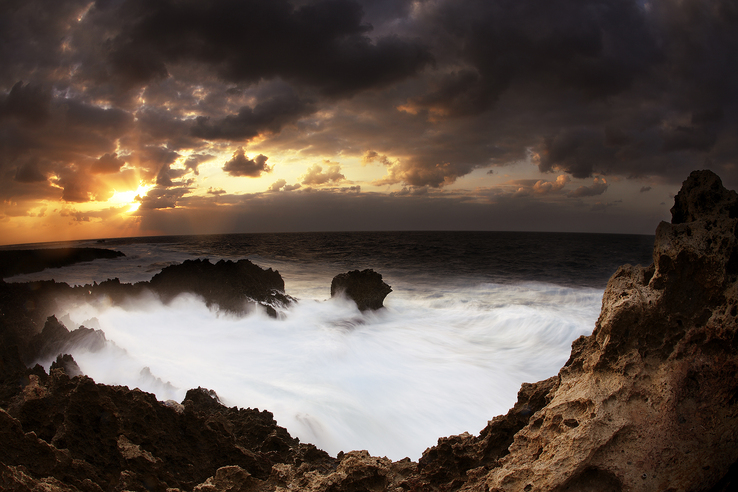
یک لالایی ابدی، رابرت استوارت (۲۰۰۷)
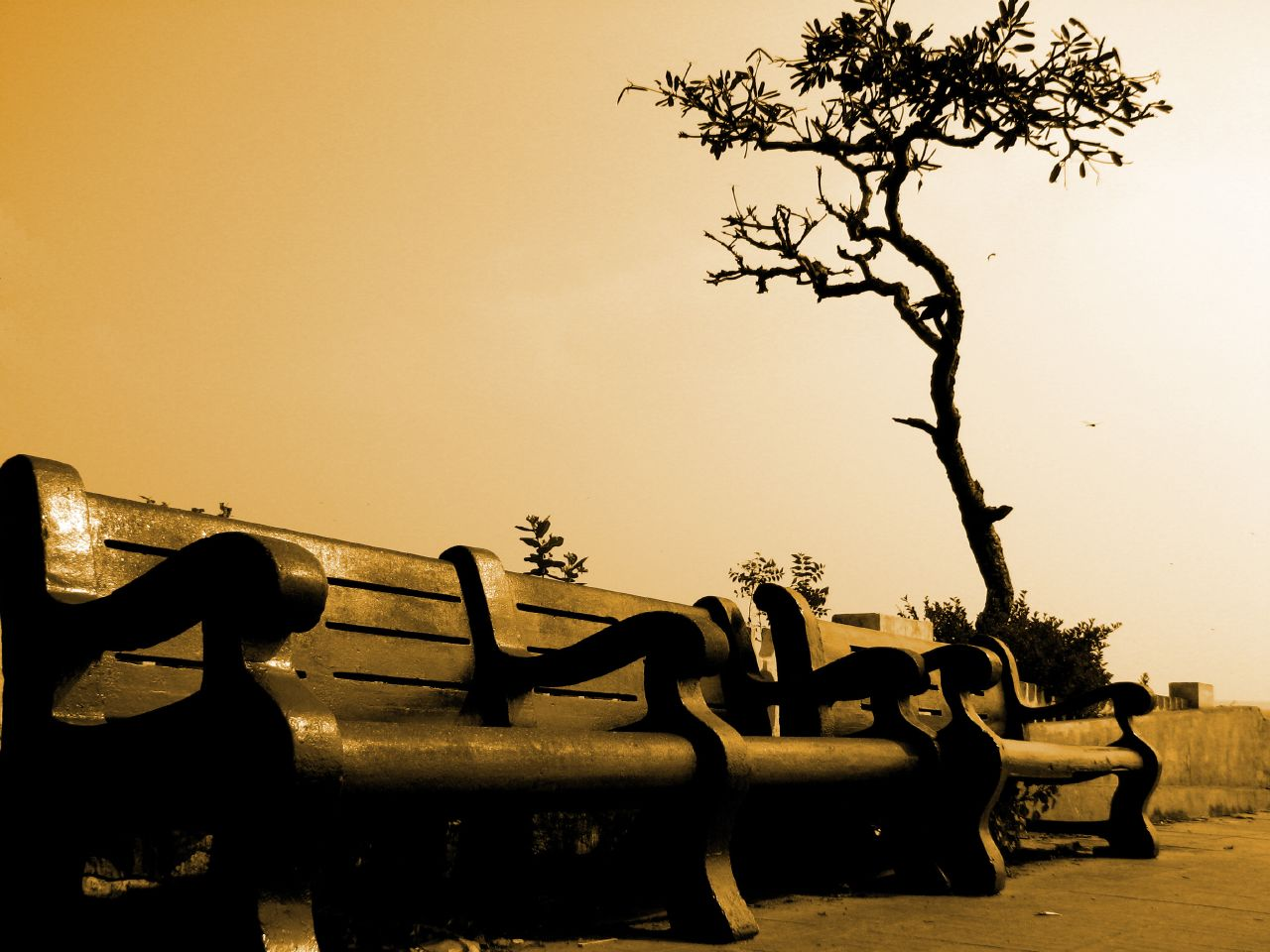
یک لحظه تأمل، سودامشو هبار (۲۰۰۸)
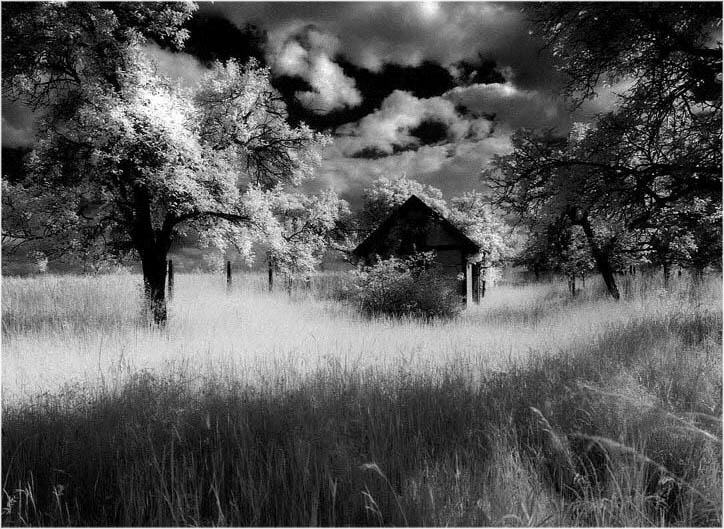
تصویر سیاه و سفید ایجاد شده با فیلم مادون قرمز
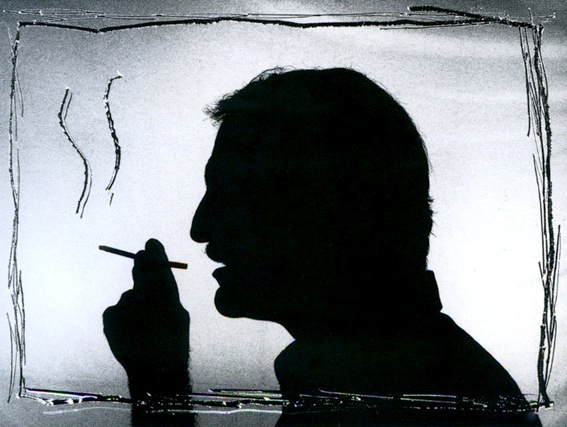
عکس: آگوستو د لوکا
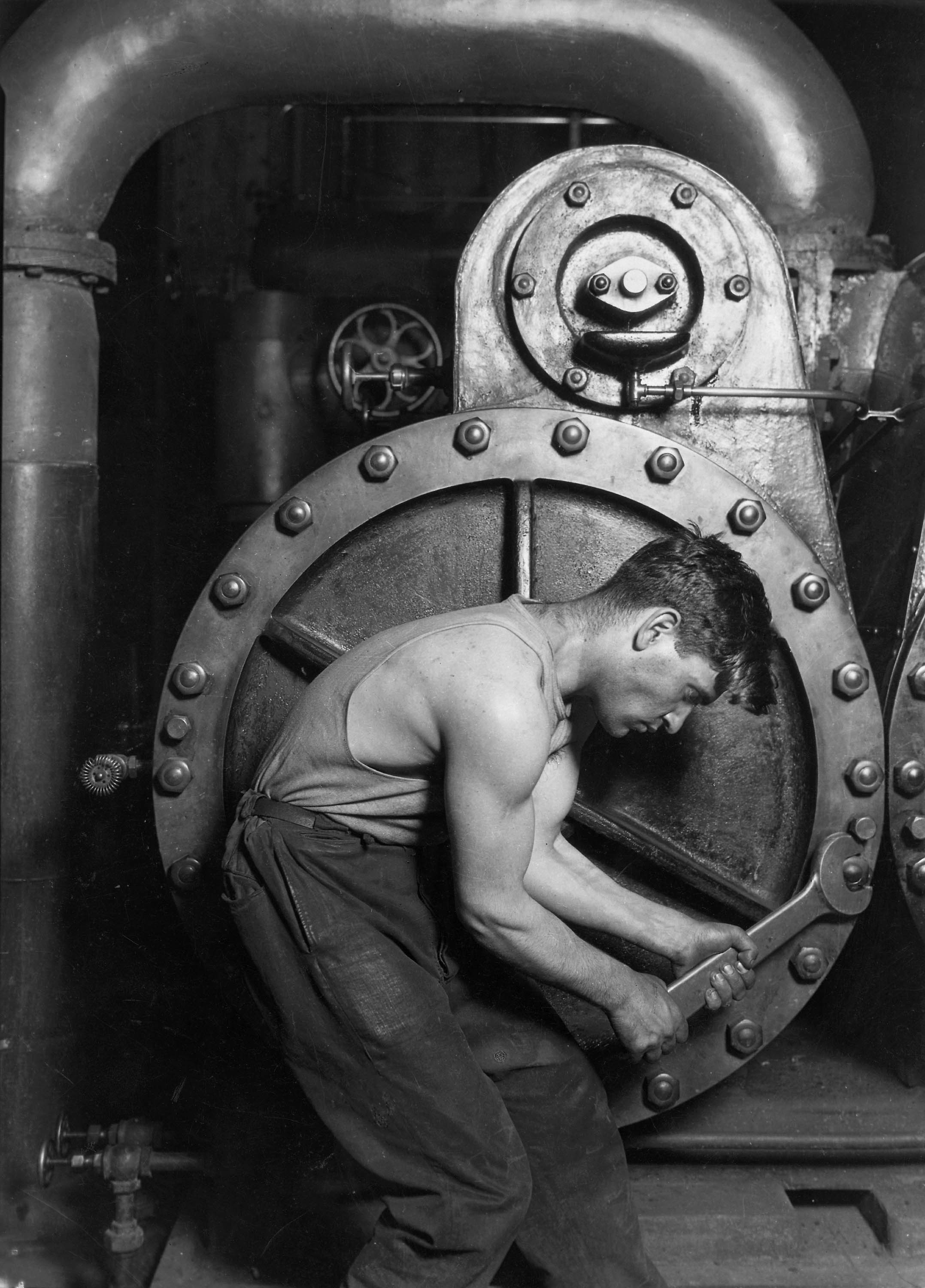
عکس: لوئیس هاین
آندریاس گورسکی، شانگهای، چاپ-سی،۲۰۰۰ نصب شده بر روی پلکسی، ۱۱۹ در ۸۱ اینچ
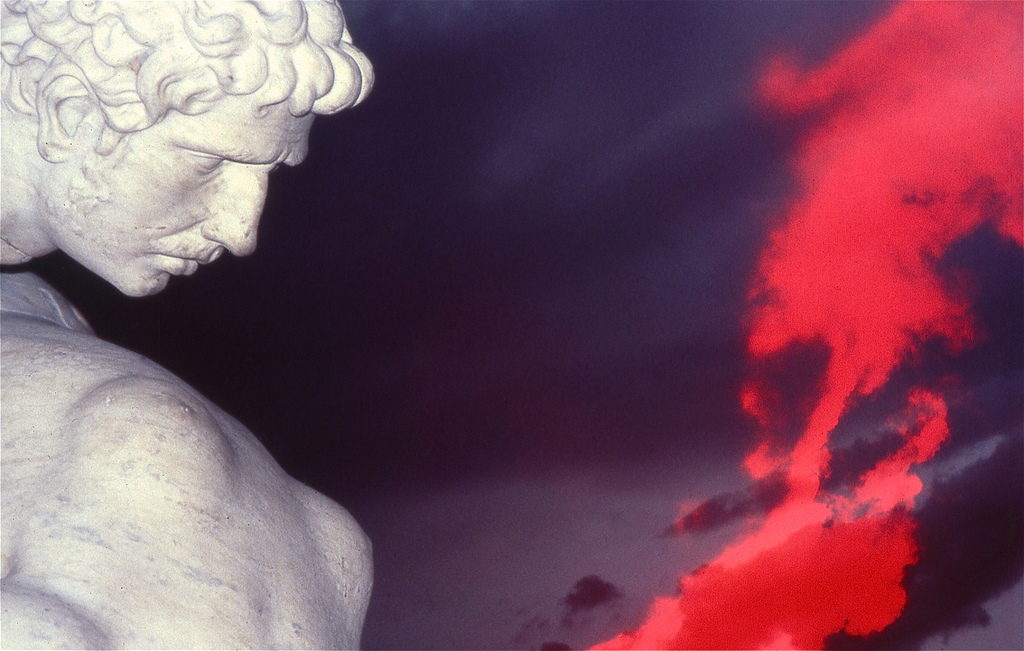
آگوستو د لوکا (۱۹۸۰)